# Dewladowe
Dewladowe (ukrainisch Девладове; russisch Девладово Dewladowo) ist eine Ansiedlung in der ukrainischen Oblast Dnipropetrowsk mit etwa 900 Einwohnern (2012).

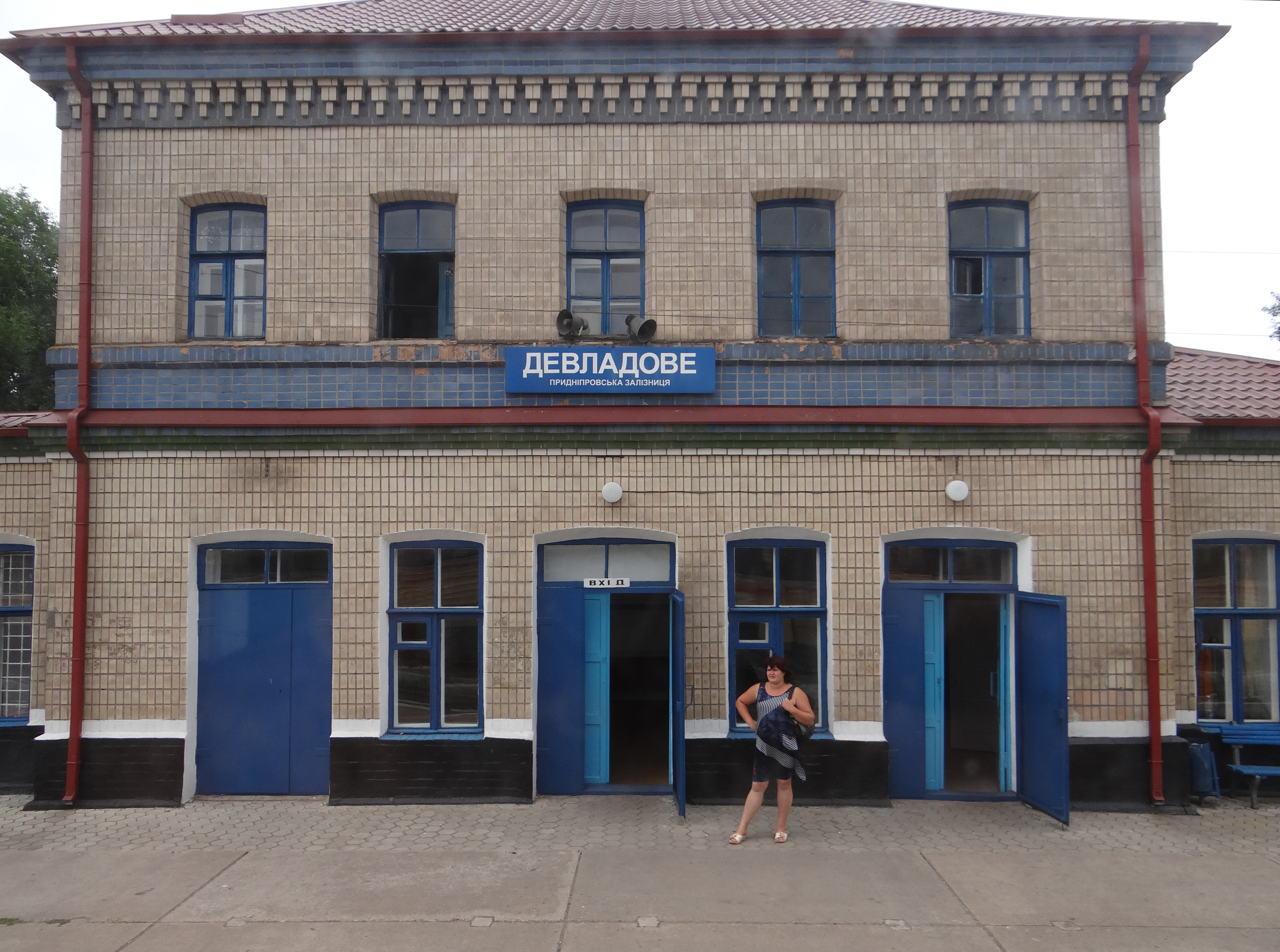
Bahnstation im Ort

## Geschichte
Die Ortschaft entstand nach dem Bau eines Getreidespeichers und einer zum Getreidehandel erbauten Bahnstation der Katharinenbahn im Jahre 1884. Von 1965 bis 1983 wurde durch das im 56 km nordwestlich liegenden Schowti Wody ansässige Unternehmen VostGOK in Dewladowe Uranerz gefördert was zu einer signifikanten chemischen und radioaktiven Kontamination von Boden und Grundwasser führte.

## Geographie
Die Siedlung liegt an der Territorialstraße T-04-19 im Nordwesten des Rajon Krywyj Rih 12 km nordwestlich vom ehemaligen Rajonzentrum Sofijiwka, 100 km südöstlich vom Oblastzentrum Dnipro und 30 km nordöstlich von Krywyj Rih. Durch Dewladowe verläuft die Eisenbahnstrecke Dnipro–Krywyj Rih.

### Nachbargemeinden
| Ordo-Wassyliwka                                   | Marje-Dmytriwka                              | Marje-Dmytriwka |
| Schewtschenkiwske (Krywyj Rih) / Rajon Krywyj Rih | Kompassrose, die auf Nachbargemeinden zeigt  |                 |
| Schewtschenkiwske (Krywyj Rih)                    | Nadeschdiwka (Krywyj Rih) / Rajon Krywyj Rih | Sofijiwka       |

## Verwaltungsgliederung
Am 22. August 2017 wurde die Ansiedlung zum Zentrum der neugegründeten Landgemeinde Dewladowe (Девладівська сільська громада/Dewladiwska silska hromada). Zu dieser zählten auch die 22 in der untenstehenden Tabelle aufgelisteten Dörfer sowie die Ansiedlung Potozke, bis dahin bildete sie zusammen mit den Dörfern Hontscharowe, Hruschky, Selenyj Haj, Wessele Pole und Wodjane die gleichnamige Landratsgemeinde Dewladowe (Девладівська сільська рада/Dewladiwska silska rada) im Nordwesten des Rajons Sofijiwka.
Am 12. Juni 2020 kamen dann noch die 10 Dörfer Kodak, Marje-Kostjantyniwka, Marjiwka, Motyna Balka, Nowomychajliwka, Ordo-Wassyliwka, Rajpole, Sawjaliwka, Serhijiwka und Wolodymyriwka zum Gemeindegebiet.
Am 17. Juli 2020 kam es im Zuge einer großen Rajonsreform zum Anschluss des Rajonsgebietes an den Rajon Krywyj Rih.
Folgende Orte sind neben dem Hauptort Dewladowe Teil der Gemeinde:
| Name                     | Name                | Name                                        |
| ukrainisch transkribiert | ukrainisch          | russisch                                    |
| ------------------------ | ------------------- | ------------------------------------------- |
| Andrijiwka               | Андріївка           | Андреевка (Andrejewka)                      |
| Dowhiwka                 | Довгівка            | Долговка (Dolgowka)                         |
| Hanno-Mykolaiiwka        | Ганно-Миколаївка    | Анно-Николаевка (Anno-Nikolajewka)          |
| Hontscharowe             | Гончарове           | Гончарово (Gontscharowo)                    |
| Hruschky                 | Грушки              | Грушки (Gruschki)                           |
| Juschne                  | Южне                | Южное (Juschnoje)                           |
| Kowalewe                 | Ковалеве            | Ковалёво (Kowaljowo)                        |
| Krynytschky              | Кринички            | Кринички (Krinitschki)                      |
| Krynytschuwate           | Криничувате         | Криничеватое (Krinitschewatoje)             |
| Kodak                    | Кодак               | Кодак (Kodak)                               |
| Ljube                    | Любе                | Любое (Ljuboje)                             |
| Makorty                  | Макорти             | Макорты (Makorty)                           |
| Marje-Dmytriwka          | Мар'є-Дмитрівка     | Марье-Дмитровка (Marje-Dmitrowka)           |
| Marje-Kostjantyniwka     | Мар'є-Костянтинівка | Марье-Константиновка (Marje-Konstantinowka) |
| Marjiwka                 | Мар'ївка            | Марьевка (Marjewka)                         |
| Motyna Balka             | Мотина Балка        | Мотина Балка (Motina Balka)                 |
| Nowa Sorja               | Нова Зоря           | Новая Заря (Nowaja Sarja)                   |
| Nowomychajliwka          | Новомихайлівка      | Новомихайловка (Nowomichailowka)            |
| Oleksandriwka            | Олександрівка       | Александровка (Alexandrowka)                |
| Ordo-Wassyliwka          | Ордо-Василівка      | Ордо-Василевка (Ordo-Wassilewka)            |
| Persche Trawnja          | Перше Травня        | Перше Травня (Persche Trawnja)              |
| Potozke                  | Потоцьке            | Потоцкое (Potozkoje)                        |
| Rajpole                  | Райполе             | Райполе (Raipole)                           |
| Sawjaliwka               | Зав'ялівка          | Завьяловка (Sawjalowka)                     |
| Selenyj Haj              | Зелений Гай         | Зелёный Гай (Seljony Gai)                   |
| Serhijiwka               | Сергіївка           | Сергеевка (Sergejewka)                      |
| Spokojstwije             | Спокойствіє         | Спокойствие (Spokoistwije)                  |
| Tscherwone Pole          | Червоне Поле        | Червоное Поле (Tscherwonoje Pole)           |
| Tscherwonyj Jar          | Червоний Яр         | Червонный Яр (Tscherwonnyj Jar)             |
| Werbowe                  | Вербове             | Вербовое (Werbowoje)                        |
| Wessele Pole             | Веселе Поле         | Весёлое Поле (Wessjoloje Pole)              |
| Wodjane                  | Водяне              | Водяное (Wodjanoje)                         |
| Wolodymyriwka            | Володимирівка       | Владимировка (Wladimirowka)                 |